# 栗原美能留

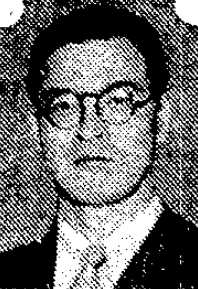

栗原 美能留（くりはら みのる、1902年（明治35年）7月31日 - 1997年（平成9年）4月24日）は、日本の内務官僚。官選高知県知事。

## 経歴
長野県松本出身。警視庁巡査部長・栗原茂雄の四男として生まれる。私立成蹊中学、第一高等学校を卒業。1924年11月、文官高等試験行政科試験に合格。1925年3月、東京帝国大学法学部政治学科を卒業。同年4月、内務省に入省し東京府属となり内務部社会課に配属された。
1925年5月、内務省社会局属・第二部勤務となる。以後、社会局事務官・保険部大阪出張所勤務、同労働部・工場監督官を歴任。1931年3月から翌年2月まで欧米に出張した。
1934年11月、内務省を辞し満州国政府民政部総務司文書人事科長に転じた。1936年9月、内務省に復帰し社会局事務官・労働部勤務となる。以後、内閣調査局調査官、企画庁調査官、企画院書記官・内政部勤務を歴任。
1937年12月、大日本連合青年団常任理事に就任。以後、同理事長事務取扱、兼大政翼賛会組織局青年部長、同総務局庶務部長、大日本翼賛壮年団理事兼指導部長、興南錬成院錬成官、同第二部長を歴任。
1944年7月、内務省に復帰し福岡県内政部長となり、1945年4月、高知県知事に就任し終戦を迎えた。同年10月に厚生省社会局長に転じたが、1946年1月に辞職。同年9月から1951年8月まで公職追放となった。
1951年5月、日東精工社長に就任。1956年5月から1975年3月まで学校法人成蹊学園常務理事を務めた。

## 著作等
- 『青年教育の革新』〈革新日本青年全集；第2巻〉育生社、1938年。
- 『新体制下の青年の任務』〈大政翼賛叢書；第8輯〉大政翼賛会宣伝部、1941年。
- 『青年の革新』興亜書房、1942年。
- エドアード・ベルンスタイン [著],栗原美能留 [訳]『マルキシズムの修正』〈社会思想パンフレット；第8輯〉中央報徳会、1932年。
- 『内政史研究資料』第184～186集 栗原美能留氏談話速記録 第1～3回、内政史研究会、1977年。